# Prix Velázquez
Pour les articles homonymes, voir Velázquez.
Le prix Velázquez d'arts plastiques, créé en 2001, est attribué chaque année depuis 2002 par le ministère espagnol de la Culture à un artiste espagnol ou ibéro-américain, pour l'ensemble de son œuvre. Le prix a été créé sur le modèle du prix Cervantes de littérature, et baptisé en l'honneur de Diego Velázquez.
Chaque artiste primé, outre une dotation de 125 000 €, est récompensé par une exposition au Musée national centre d'art Reina Sofía.

## Lauréats
- 2002 : Ramón Gaya ( Espagne)
- 2003 : Antoni Tàpies ( Espagne)
- 2004 : Pablo Palazuelo ( Espagne)
- 2005 : Juan Soriano ( Mexique)
- 2006 : Antonio López García ( Espagne)
- 2007 : Luis Gordillo ( Espagne)
- 2008 : Cildo Meireles ( Brésil)
- 2009 : Antoni Muntadas ( Espagne)
- 2010 : Doris Salcedo ( Colombie)
- 2011 : Artur Barrio ( Brésil)
- 2013 : Jaume Plensa ( Espagne)
- 2014 : Esther Ferrer ( Espagne)
- 2015 : Isidoro Valcárcel Medina ( Espagne)
- 2016 : Marta Minujín ( Argentine)
- 2017 : Concha Jerez ( Espagne)
- 2018 : Antoni Miralda ( Espagne)
- 2019 : Cecilia Vicuña ( Chili)
- 2020 : Soledad Sevilla ( Espagne)
- 2021 : Tania Bruguera ( Cuba)